# Piusa sandstensgrottor
Piusa sandstensgrottor är en rad grottor i Orava i Estland som uppstått i samband med gruvdrift åren 1922–1976. Grottorna befinner sig i åtta skilda grupper. De är upp till 10 meter höga. De är bland Europas viktigaste övervintringsställen för flera fladdermusarter. Området är numer skyddat. Det skyddade området är 46 ha stort.